# Лісниковська сільська рада
Лі́сниковська сільська рада (рос. Лесниковский сельский совет) — сільське поселення у складі Кетовського району Курганської області Росії.
Адміністративний центр — село Лісниково.
Населення сільського поселення становить 8234 особи (2017; 6680 у 2010, 6690 у 2002).

## Склад
До складу сільського поселення входять:
| Населений пункт     | Населення, осіб (2002) | Населення, осіб (2010) |
| ------------------- | ---------------------- | ---------------------- |
| Балки, селище       | 236                    | 445                    |
| Крюково, селище     | -                      | 389                    |
| Лісниково, село     | 5832                   | 5056                   |
| Санаторна, присілок | 313                    | 334                    |
| Усть-Утяк, селище   | 309                    | 456                    |